# World Basketball Association 2008
La stagione WBA 2008 fu la quinta della World Basketball Association. Parteciparono 6 squadre in un unico girone. Rispetto alla stagione precedente si aggiunsero i Buford Majic, i Memphis Blues e i Tri-State Crusaders. I Cartersville Warriors ripresero l'attività, mentre gli Atlanta HardHats si trasferirono a Holly Springs, tornando a chiamarsi Mississippi HardHats. I Magic City Court Kings tornarono in attività spostandosi a Decatur, rinominandosi Decatur Court Kings. I Floyd County Rage sospesero l'attività, mentre i Gwinnett Ravia-Rebels, i Mayas-USA, i Mississippi Miracles, i Texas Tycoons e i Wilson HardHats scomparvero.
Il titolo venne assegnato con una finale a partita singola tra le prime due classificate della regular season.

## Squadre partecipanti
- Buford Majic
- Cartersville Warriors
- Decatur C. Kings
- Memphis Blues
- Tri-State Crusaders
- Mississippi HardH.s

## Classifica
| Squadra               | V | P | %    |
| --------------------- | - | - | ---- |
| Decatur Court Kings   | 9 | 1 | 90,0 |
| Buford Majic          | 6 | 4 | 60,0 |
| Memphis Blues         | 3 | 4 | 42,9 |
| Cartersville Warriors | 3 | 7 | 30,0 |
| Tri-State Crusaders   | 2 | 6 | 25,0 |
| Mississippi HardHats  | 2 | 7 | 22,2 |

## Play-off

### Finale
| 29 giugno 2008                                     | Decatur Court Kings | 131 – 128 (d.2t.s.) (20-31, 46-54, 79-78, 103-103, 118-118) | Buford Majic |  |
| \| \| \| \| \| Miller 33 \| Punti \| 34 Frazier \| |                     |                                                             |              |  |
|                                                    |                     |                                                             |              |  |
| Miller 33                                          | Punti               | 34 Frazier                                                  |              |  |

## Vincitore
| Campione WBA 2008               |
| ------------------------------- |
| Decatur Court Kings (1º titolo) |

## Premi WBA
- WBA Player of the Year: Anthony Miller, Decatur Court Kings
- WBA Coach of the Year: Reggie Fox, Decatur Court Kings
- WBA Defensive Player of the Year: Anthony Slater, Cartersville Warriors e Al Stewart, Decatur Court Kings
- WBA Rookie of the Year: B.J. Walker, Tri-State Crusaders e Jacob Fraser, Buford Majic
- WBA Executive of the Year: Leroy McMath, Buford Majic
- WBA General Manager of the Year: Lionel Garrett, Buford Majic
- All-WBA First Team
  - Al Stewart, Decatur Court Kings
  - Jermaine Spivey, Cartersville Warriors
  - Wayne Arnold, Buford Majic
  - B.J. Puckett, Buford Majic
  - Anthony Miller, Decatur Court Kings
  - B.J. Walker, Tri-State Crusaders
- All-WBA Second Team
  - Cedric Lewis, Memphis Blues
  - Michael Griffin, Tri-State Crusaders
  - Jacob Fraser, Buford Majic
  - Terrence Jones, Mississippi HardHats
  - James St. Roberts, Buford Majic
- All-WBA Third Team
  - William Belton, Buford Majic
  - Dele Ojo, Decatur Court Kings
  - Mike Dean, Cartersville Warriors
  - Lorenzo Dorse, Memphis Blues
  - Steve Eluett, Tri-State Crusaders
- All-WBA Fourth Team
  - Anthony Slater, Cartersville Warriors
  - Kenneth McKenzie, Decatur Court Kings
  - Jason Davis, Memphis Blues
  - Kendrick Fox, Mississippi HardHats
  - Larry Cox, Cartersville Warriors
- WBA All-Defensive Team
  - Anthony Slater, Cartersville Warriors
  - Al Stewart, Decatur Court Kings
  - William Belton, Buford Majic
  - Jason Davis, Memphis Blues
  - Brian Thompson, Decatur Court Kings
  - Jacob Fraser, Buford Majic
  - Charles Johnson, Mississippi HardHats
  - Steve Eluett, Tri-State Crusaders
  - Donovan McMullen, Cartersville Warriors